# Scalptia textilis
Scalptia textilis is een slakkensoort uit de familie van de Cancellariidae. De wetenschappelijke naam van de soort is voor het eerst geldig gepubliceerd in 1841 door Kiener.